# Нижні Отрожки
Ни́жні Отро́жки (до 1948 року — Нижній Алач, Ашаги Алач, крим. Aşağı Alaç; у 1987–2012 — Нижні Острожки) — село в Джанкойському районі Автономної Республіки Крим. Розташоване на сході району, входить до складу Просторненської сільської ради. Населення — 172 особи за переписом 2001 року.

## Географія
Нижні Отрожки — село у степовому Криму, на правому березі пониззя однієї з висохлих річок, що впадала у Сиваш. Висота над рівнем моря — 9 м. Сусідні села: Новофедорівка (0,8 км на захід), Слов'янське (2,5 км на північний схід), Просторне (2,7 км на схід), Бородіно (2,7 км на південний схід) і Світле (2,5 км на південь). Відстань до райцентру — близько 23 кілометрів, найближча залізнична станція — Азовська (на лінії Джанкой — Феодосія) — близько 15 км.

## Історія
Хутір німців-менонітів Алач або економія Корніса (нім. Cornies) вперше згадується у Календарі і Пам'ятній книжці Таврійської губернії на 1900 рік. А згідно з Статистичним довідником Таврійської губернії за 1915 рік на хуторі Корнеса Ак-Шейхської волості Перекопського повіту мешкало 44 жителів на 10 дворів.
За радянської влади, коли в результаті адміністративних реформ початку 1920-х років була скасована волосна система, артіль Алач увійшла до Антонівської сільради Джанкойського району Кримської АСРР. Після утворення у 1935 році Колайського району (1944-го перейменований у Азовський) хутір включили до його складу.
Невдовзі після початку німецько-радянської війни, 18 серпня 1941 року кримські німці були депортовані, спочатку в Ставропольський край, а потім у Сибір і північний Казахстан. 18 травня 1948 року указом Президії Верховної Ради РРФСР Нижній Алач був перейменований на Нижні Отрожки.
У грудні 1962 року указом Президії Верховної Ради УРСР Азовський район був скасований і Нижні Отрожки ввійшли до Джанкойського району.
У довіднику «Українська РСР. Адміністративно-територіальний устрій» 1987 року назва села була помилкво записана як Нижні Острожки. Ця назва вживалася до 2012 року, поки помилка не була виправлена.